# Gastronomia de Letònia

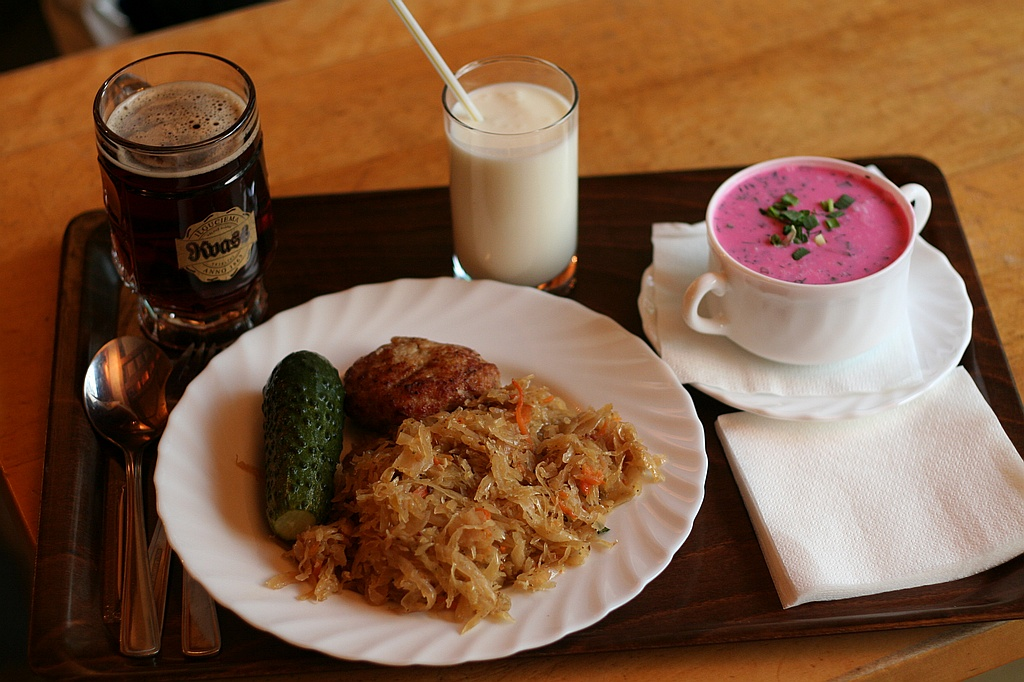
Un dinar consistent en una sopa freda de remolatxa, carn d'olla amb col, un cogombre en vinagre, llet agra (quefir) i una beguda de kvass

La gastronomia de Letònia és molt variada, s'ha vist influïda pels paÍsos veïns de la regió bàltica, Alemanya o Rússia.
Consisteix especialment en productes agrícoles amb la carn que s'ofereix a la majoria de plats com a menjar principal, sobretot s'usa la carn de porc i vedella que s'acostumen a acompanyar amb pèsols, xampinyons i patates.
El peix es consumeix comunament a causa de la situació de Letònia en la costa est de la mar Bàltica. Poden presentar-se fumats com la truita de riu o el salmó, o cuinats d'altres formes com els arengs, les sardines i el lluç de riu, sense oblidar l'exquisit caviar.

## Menjars
Els letons contemporanis acostumen a fer tres menjars al dia. L'esmorzar per regla general consisteix en entrepans o una truita, amb una beguda, comunament de llet. El dinar es fa des del migdia fins a les 15 h i acostuma a ser el menjar principal del dia; pel que inclou una gran varietat d'aliments, i algunes vegades també la sopa com un plat principal i unes postres. El sopar és l'últim menjar del dia, i alguns escullen que sigui variat i força fort. El consum de plats preparats o congelats és ara bastant comú.

### Plats comuns
Altres plats habituals són la sopa de col i el brou de carn de porc, cebes, patates i gra d'ordi. És molt típic degustar i comprar els formatges locals, que són força forts i que s'acostumen a servir amb amanides. La beguda nacional és el bàlsam negre de Riga, licor de forta graduació alcohòlica i fórmula secreta, que s'elabora al país des de l'any 1700. També se serveixen excel·lents cerveses i vodka. El saltejat de xucrut és un preparat alimentari que va ser heretat dels alemanys a la regió de Letònia. Les postres més típiques són els pastissos elaborats amb pasta fullada, els gerds i els nabius.